# ایوان دکارلو
ایوان دکارلو (انگلیسی: Yvonne De Carlo؛ زاده ۱ سپتامبر ۱۹۲۲ - درگذشته ۸ ژانویهٔ ۲۰۰۷) یک خواننده، و هنرپیشه اهل کانادا بود.
از فیلم‌ها یا برنامه‌های تلویزیونی که وی در آن نقش داشته است می‌توان به خوی حیوانی، ده فرمان، راه مراکش، شمشیر و صلیب، شیاطین دریا، یک رابطه همه‌جانبه، ماه دروغگو، آینه، آینه و دسته فرشتگان اشاره کرد.

## دوستی با شاهزاده عبدالرضا پهلوی
دکارلو شاهزاده عبدالرضا پهلوی را هنگام بازدید از بورلی هیلز در سال ۱۹۴۷ ملاقات کرد. یک هفته بعد، آنها به نیویورک سفر کردند و مدتی را با هم گذراندند. پس از اتمام فیلم Casbah، دکارلو اولین سفر خود را به اروپا آغاز کرد و با شاهزاده عبدالرضا در پاریس همراه شد. آنها تعطیلات خود را در سوئیس و ایتالیا گذراندند و چند ماه بعد، دکارلو از کاخ سلطنتی در تهران دیدن کرد.